# Kazimierz Godłowski
Kazimierz Godłowski (* 9. Dezember 1934 in Krakau; † 9. Juli 1995 ebenda) war ein polnischer Archäologe und Historiker. Er ist vor allem dank seiner Arbeiten zum Ursprung der Slawen bekannt.

## Leben
Kazimierz Godłowski wurde in Krakau geboren, wo er seine frühen Kindheitsjahre verbrachte, wurde aber nach dem Ausbruch des Zweiten Weltkriegs nach Vilnius gebracht (das damals noch Teil Polens war), wo es ihm gelang, den Krieg zu überleben. Nach dem Abitur kehrte er nach Krakau zurück, um eine akademische Laufbahn einzuschlagen. Er studierte Geschichte an der Jagiellonen-Universität und wurde Anfang der 1960er Jahre Mitarbeiter des Lehrstuhls für Archäologie. 1964 erlangte er den Doktortitel, 1977 wurde ihm die Professorenwürde verliehen. Godłowski war Mitglied der Polnischen Akademie der Gelehrsamkeit (PAU – Polska Akademia Umiejętności) und führender Experte der UNESCO im Bereich der Erforschung der mongolischen Stadt Karakorum.
Godłowski war ein Gegner des kommunistischen Regimes in Polen. Es gelang ihm, in den 1950er Jahren heimlich wichtige Dokumente an Primas Stefan Wyszyński zu übermitteln, der zu dieser Zeit im Bieszczady-Gebirge interniert war. Während einer wissenschaftlichen Tagung in Belarus (damals Teil der Sowjetunion) schlich er sich nachts davon, um in die Nähe von Katyn zu gelangen, wo sein Vater, der Neurologe Włodzimierz Godłowski, Professor an der Stefan-Batory-Universität Vilnius, während des Massakers von Katyn 1940 ermordet worden war. Godłowski entnahm Erde aus den dortigen Gräbern und schmuggelte sie ins Land, zum 1978 in Krakau gegründeten, im konspirativen Untergrund tätigen Katyn-Institut.
Er verstarb im Jahr 1995 in Krakau.

## Wissenschaftliche Arbeit
Godłowski war wissenschaftlicher Leiter an zahlreichen Ausgrabungsstätten, die sich mit der Frühgeschichte Polens befassten, unter anderem in Żabieniec bei Tschenstochau und Kryspinów bei Krakau. Internationales Ansehen erlangte Godłowski vor allem durch seine Forschung zum Ursprung der Slawen. Er vertrat dabei die These, dass die Wiege der Slawen der obere Lauf des Dnepr sei. Von dort seien die Slawen im frühen Mittelalter weiter nach Westen und Süden gewandert, um die Gebiete der heutigen Staaten Polen, Tschechien, Bulgarien oder Slowenien zu erreichen. Laut Godłowski siedelten sich die Slawen frühestens in der zweiten Hälfte des 5. Jahrhunderts in Polen an, denn vorher führte die Völkerwanderung  zur Entvölkerung des Gebiets der ehemaligen Przeworsk-Kultur. Seine archäologischen Untersuchungen bestätigten, dass im 5. Jahrhundert im größten Teil des heutigen Polens eine Besiedlungslücke entstand und die ehemaligen Siedlungen von Wald überwuchert wurden.